# Carolina de Brunsvic-Wolfenbüttel
Carolina de Brunsvic-Wolfenbüttel, reina del Regne Unit (Brunsvic 1768 - Londres 1821) va ser una duquessa de Brunsvic-Wolfenbüttel amb el tractament d'altesa que es maridà en el si de la casa reial britànica.
Nascuda a Brunsvic, capital del ducat de Brunsvic-Wolfenbüttel, el dia 17 de maig de l'any 1768, filla del duc Carles II de Brunsvic-Wolfenbüttel i de la princesa Augusta del Regne Unit. La princesa era neta per via paterna del duc Carles I de Brunsvic-Wolfenbüttel i de la princesa Felipa Carlota de Prússia i per via materna del príncep Frederic del Regne Unit, príncep de Gal·les, i de la princesa Augusta de Saxònia-Gotha.
El dia 8 d'abril de l'any 1795 contragué matrimoni al Palau de Saint James amb el llavors príncep de Gal·les i després rei Jordi IV del Regne Unit. Jordi era l'hereu al tron britànic i fill primogènit del rei Jordi III del Regne Unit i de la duquessa Carlota de Mecklenburg-Strelitz. La parella tingué una única filla:
- SAR la princesa Carlota del Regne Unit nascuda a Londres el 1796 i morta el 1817 a Claremont House (Surrey). Es casà amb el príncep Leopold de Saxònia-Coburg Gotha que posteriorment esdevindria el primer rei de Bèlgica.

El matrimoni ràpidament es deteriorà, la visió que el príncep de Gal·les tenia de la seva muller era tot menys favorable, la titllava de poc atractiva i de ser una persona amb una gran manca d'higiene personal. El príncep també manifestà en nombroses ocasions que la seva esposa no era verge quan arribà per casar-se.
Abans del matrimoni amb la princesa Carolina, el príncep de Gal·les s'havia casat en secret amb Maria Fitzgerald però el matrimoni, que incomplia la Royal Marriage Act de 1772, havia estat declarat invàlid pel monarca.
La duquessa Carolina també detestava el seu marit, a part de trobar-lo extremadament lleig físicament, la princesa de Gal·les manifestà en la correspondència que envià als seus familiars alemanys que durant el seu matrimoni, més de 25 anys, la parella només havia mantingut relacions sexuals en tres ocasions, dues vegades a la nit de noces i una l'endemà de la nit de noces.
La parella principesca no amagà en cap moment el seu distanciament, i a ulls de l'opinió pública la parella sempre visqué separada iniciant diverses aventures amoroses les dues parts. La duquessa Carolina prengué com amants l'almirall Sir Sideney Smith i el polític George Canning. Aviat l'escàndol es feu palès i després d'una investigació ordenada pel seu espòs, Carolina hagué d'abandonar el país rumb a Europa, deixant al seu pas grans deutes i una llarga llista d'amants el més conegut dels quals fou l'italià Bartomeu Pergani.
L'accés al tron del seu espòs obligà a Carolina ha tornat a Anglaterra l'any 1820. Ara bé, el rei inicià la tramitació de la Llei de Dolors i Penes per tal d'iniciar el procediment de divorci i d'evitar que Carolina ostentés el títol de reina. La llei no acabà la seva tramitació a conseqüència de la mort de la reina l'any 1821 però si que s'arribà a prohibir l'entrada de la sobirana a l'Abadia de Westminster per ser coronada i s'iniciaren important campanyes de difamació en contra de la seva persona des de cercles pròxims al rei.
La mateixa nit de la coronació mostrà importants símptomes de debilitament, vomitant i amb un pols dèbil. Dues setmanes després, el dia 7 d'agost de 1821 moria a Brandenburg House, a Londres, als cinquanta-tres anys. Carolina fou enterrada a Brunsvic tal com era la seva voluntat.
La causa exacta de la mort de la sobirana mai s'ha pogut comprovar a causa de la petició de la reina de què no se li fes cap autòpsia un cop morta. Durant els últims dies de la seva vida fou custodiada per Esteve Lushington i Lord Liverpool, acèrrims defensors del Rei. La documentació referent a la seva malaltia fou eliminada pocs dies després de la seva mort.